# 庫比特鎮
庫比特鎮（Cubitt Town）是英格蘭倫敦哈姆雷特塔倫敦自治市道格斯島的一個地區，位於道格斯島的東部，隔泰晤士河和皇家格林威治自治市相鄰。其西側是米爾沃，西北是金絲雀碼頭。這個地名來自於政治家威廉·庫比特。